# Délfor
Délfor Amaranto Dicásolo, más conocido como Délfor (Chivilcoy, Buenos Aires, Argentina, 25 de abril de 1920 - Buenos Aires, 13 de septiembre de 2013), fue un actor, comediante, libretista, guionista y dibujante argentino, conocido por programas de radio y diversas películas cómicas entre los años 1950 y 1970.

## Primeros años
Hijo de inmigrantes italianos procedentes de Nápoles, quienes se establecieron en una chacra cerca de Chivilcoy (en el centro de la provincia de Buenos Aires, a unos 170 km de la ciudad de Buenos Aires). En ese lugar nació y pasó su juventud, hasta que decidió buscar suerte en la ciudad de Buenos Aires.

## Trayectoria
En sus comienzos desempeñó pequeños trabajos en Radio Nacional, haciendo comerciales y dibujando para revistas. En 1949 actuó un pequeño papel en una película. Ese año, con 29 años de edad, comienza el show radial Club de barrio (el bailable más alegre del dial), que condujo junto a Juan Monti y Guillermo Iglesias (el rubro «Monti, Iglesias y Délfor»), en una emisora de Buenos Aires, aunque no las de primera línea: LR2 Radio Argentina. En poco tiempo lograron tener éxito. En 1954 se desvinculó de ese programa para crear un nuevo programa humorístico radial en sketches, La revista dislocada, con libretos del autor Aldo Cammarota y, secundariamente, del propio Délfor (bajo su seudónimo de Armando Libreto). La revista dislocada se emitía los domingos a mediodía por LR4 Radio Splendid, se convirtió en un fenomenal éxito, y hasta tuvo su prolongación en una revista impresa del mismo nombre, en la que también aparecían dibujos de Délfor. El programa no tardó en pasar a la televisión, donde el éxito no fue tan grande. En tanto, la troupe de Delfor filmaba algunas películas (entre otras, Disloque en Mar del Plata y Disloque en el presidio).
Durante la dictadura del general Alejandro Agustín Lanusse, los movimientos sociales peronistas ―proscritos desde la «Revolución Libertadora» (1955)― empezaron a hacer uso de algunas frases cómicas de Délfor para criticar a la naciente dictadura de Lanusse. Délfor tuvo que huir de Argentina y buscar refugio en países como Perú y México.
Cuando regresó a Argentina siguió haciendo programas y filmes cómicos. Residió en el barrio San Cristóbal, en el centro de Buenos Aires. Su último libro se llamó La vuelta al mundo en 90 años (v. 2) y fue editado por Marcelo Oliveri.

## Programas de TV
- 1960: El tele-disloque (para Uruguay), una especie de informativo en broma totalmente filmado, con relatos y participaciones del propio Delfor.
- 1956: La revista dislocada

## Filmografía[2]
- 1949: Imitaciones peligrosas
- 1962: Disloque en Mar del Plata
- 1963: Disloque en el presidio
- 1973: Los caballeros de la cama redonda
- 1978: Amigos para la aventura